# Hidden Falls
Hidden Falls est une cascade située dans le parc national de Grand Teton, dans l'État américain du Wyoming. Les chutes font un saut d'environ 30 mètres près de l'extrémité est du canyon Cascade et à l'ouest du lac Jenny. Le moyen le plus simple d'accéder aux chutes est d'utiliser la navette en bateau du lac Jenny qui va du lac South Jenny à l'entrée du canyon Cascade. De là, il y a une randonnée de 2 km aller-retour le long du Cascade Canyon Trail jusqu'aux points de vue des chutes . Pendant la période des vacances d'été, Hidden Falls est l'une des attractions touristiques les plus fréquentées du parc national de Grand Teton.

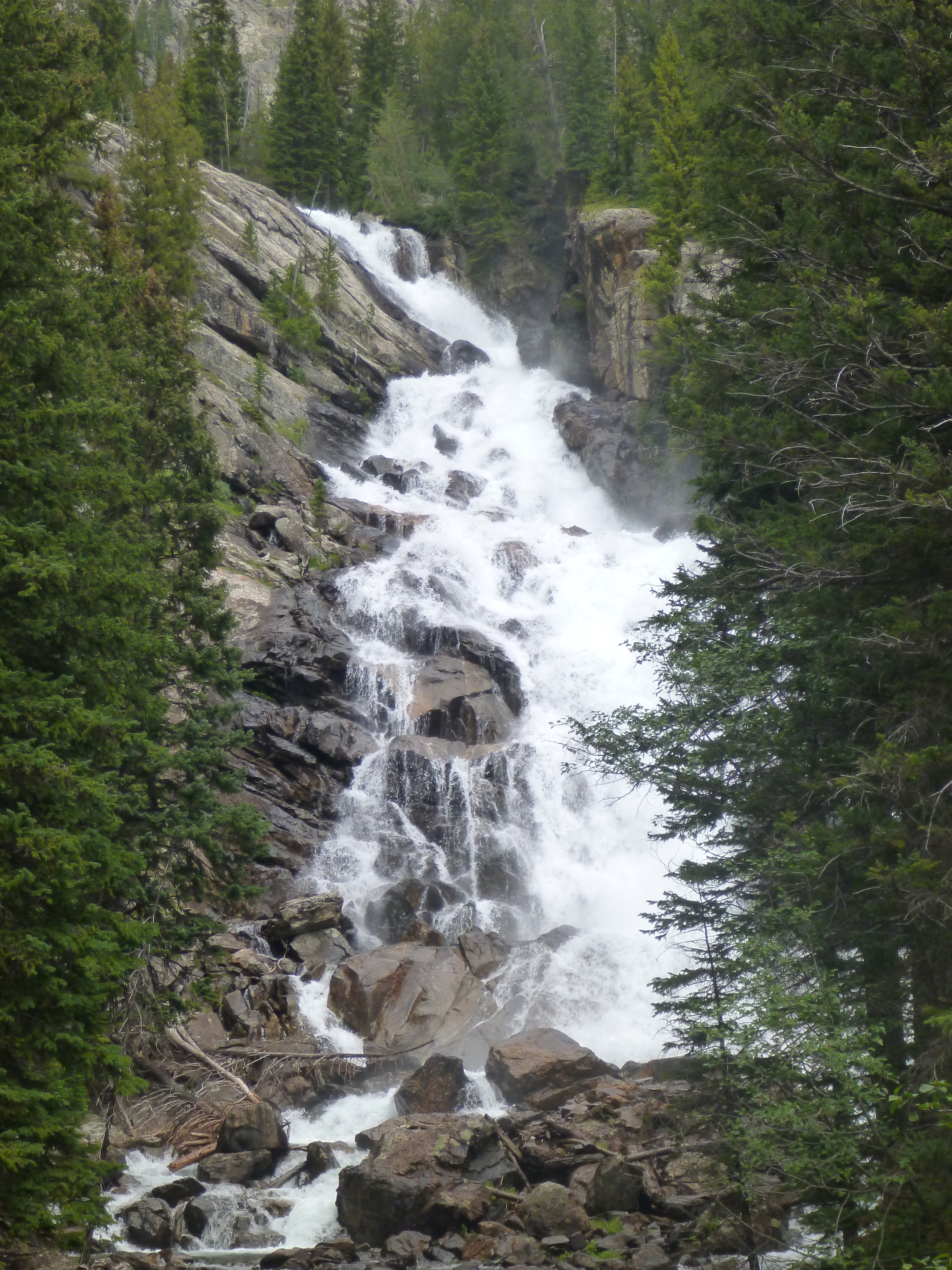
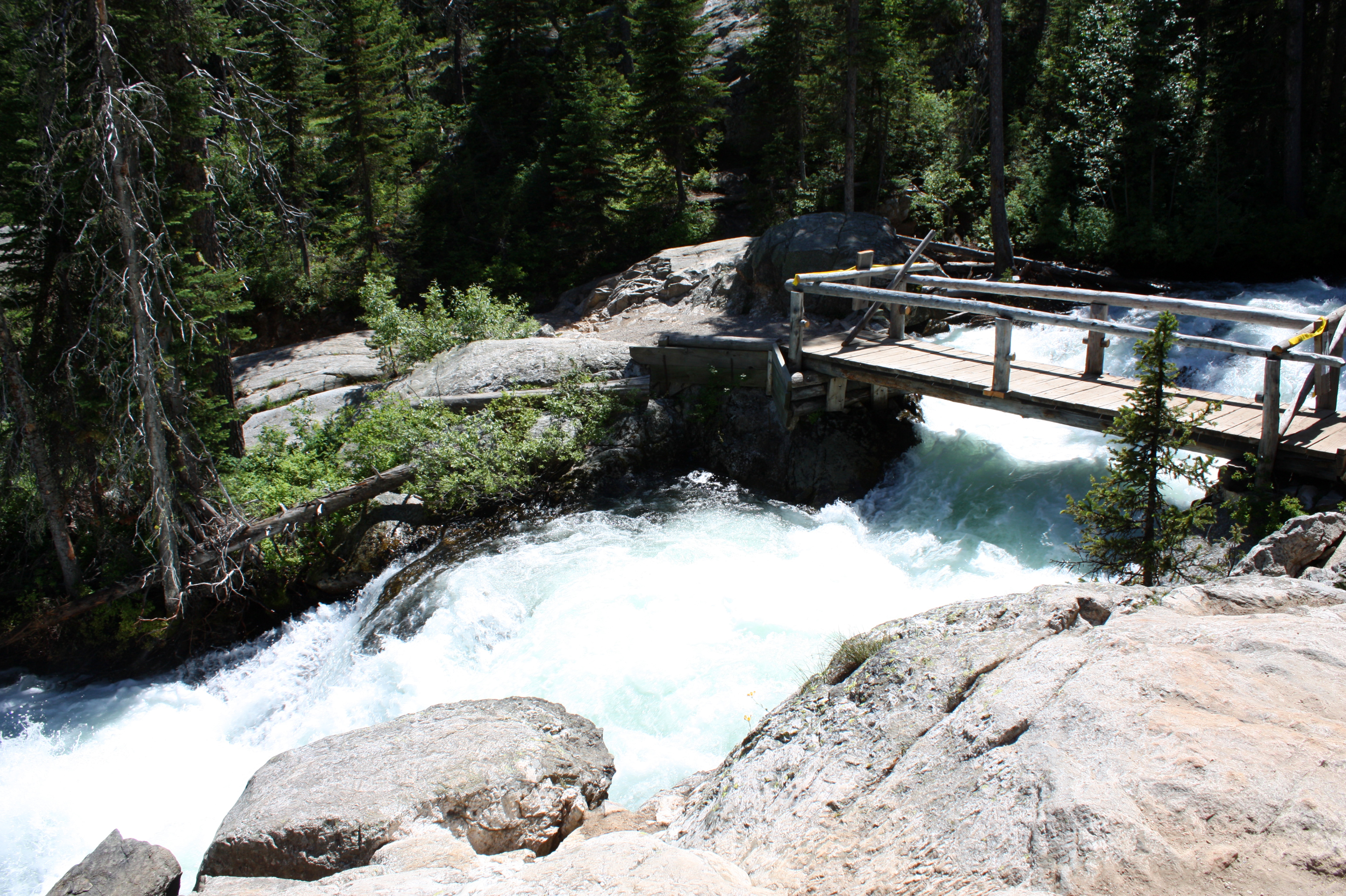
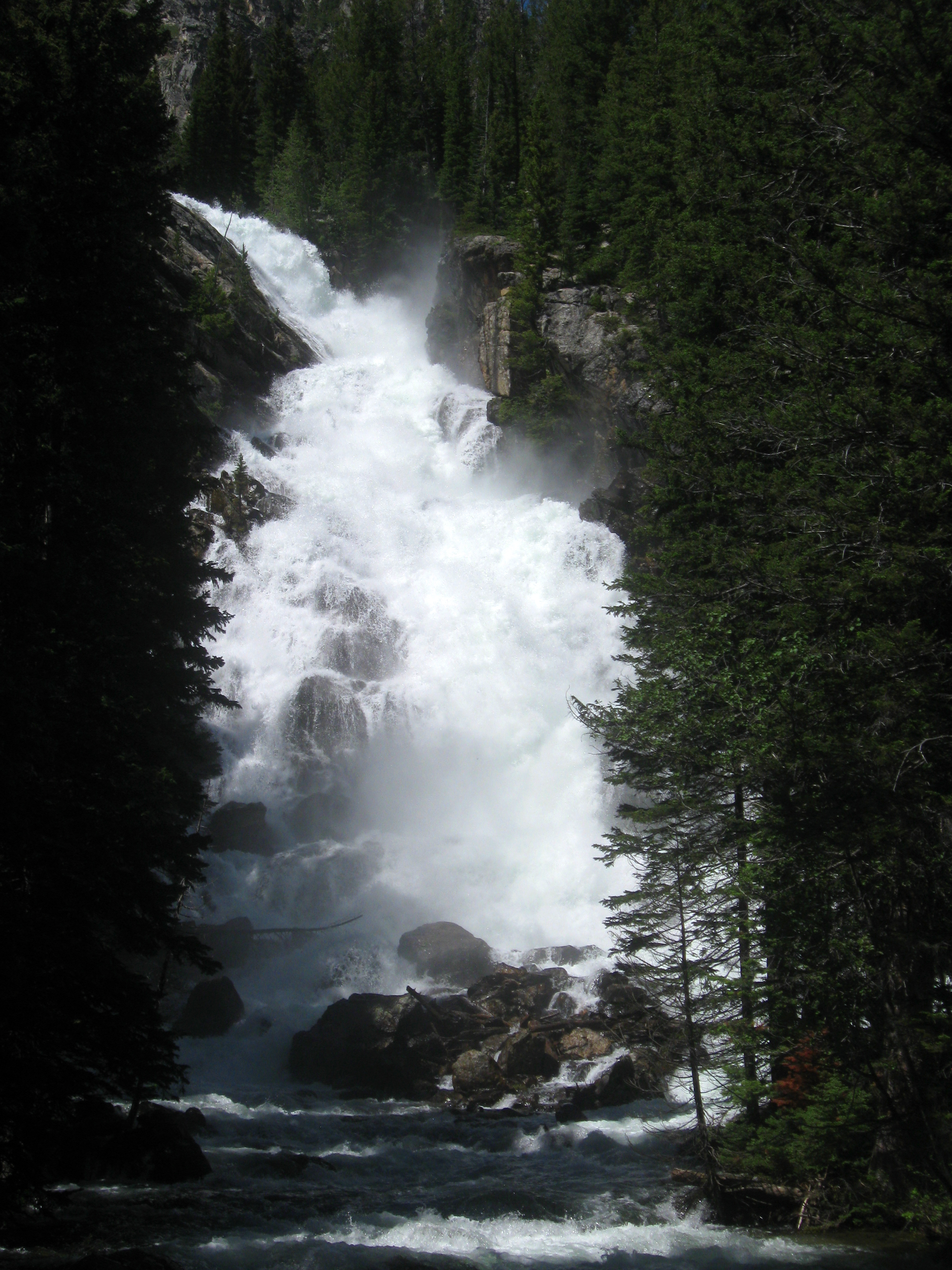